# Farmington, Delaware
Farmington är en ort i Kent County i den amerikanska delstaten Delaware.
Byggnaden Tharp House upptogs år 1973 i National Register of Historic Places.

## Kända personer från Farmington
- Lyman Pierson Powell, historiker
- William Tharp, politiker